# Bambusa dissemulator
Bambusa dissemulator är en gräsart som beskrevs av Mcclure. Bambusa dissemulator ingår i släktet Bambusa och familjen gräs. Inga underarter finns listade i Catalogue of Life.